# Papuana szentivanyi
Papuana szentivanyi är en skalbaggsart som beskrevs av S. Endrödi 1971. Papuana szentivanyi ingår i släktet Papuana och familjen Dynastidae. Inga underarter finns listade i Catalogue of Life.